# مردم زازا

زازاها غربی‌ترین مردم ایران در میان مردم ایران هستند.

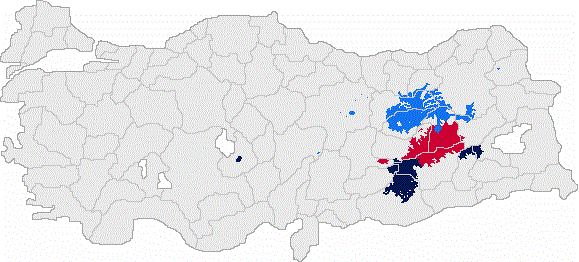
مناطق سکونت اکثریت زازاها در ترکیه

زازاها یا چنانچه خود را دِمِلی، کِرد، کِرمانج می‌نامند، مردمانی هستند که به زبان زازاکی صحبت می‌کنند و عمدتاً در آناتولی شرقی، در منطقه درسیم (امروزه استان تونج‌ایلی) میان ارزنجان در شمال و مرادسو در جنوب و در شرقی‌ترین بخش ناحیه تاریخی ارمنستان علیا زندگی می‌کنند. آنها همچنین در بینگول، ملاطیه، استان العزیز و اطراف دیاربکر، سیورک و سیواس یافت می‌شوند. همچنین حدود ۳۰۰ هزار زازا در اروپای غربی زندگی می‌کنند که بعضاً پناهنده سیاسی هستند. جمعیت زازاها در خاک ترکیه، در حال حاضر نامشخص است اما حدود ۲ تا ۳ میلیون نفر برآورد می‌شود. زازاها پس از ترک‌ها، کردها و عرب‌ها چهارمین گروه قومی بزرگ ترکیه را تشکیل می‌دهند. لازم است ذکر شود که برخی نیز قوم زازا را بخشی از مردمان کُرد می‌دانند و از این قوم با عنوان کُردهای زازا یاد می‌کنند.

## منشأ
این مردم خود را به نام زازا، دِمِلی، کِرمانج و کِرد می‌خوانند. به نظر می‌رسد حضور زازاها (دِمِلی‌ها) در مناطقی که اکنون ساکن آن هستند مرتبط با موج مهاجرت دیلمی‌ها از دیلمستان در قرون ۱۰–۱۲ میلادی باشد، اما این نظریه با مطالعات ژن شناختی نوین مطابق نیست. تحقیقات ژن شناختی هیچ‌گونه تفاوتی میان زازاها (دِمِلی‌ها) و کورمانج‌ها نیافته است. شواهد زبان‌شناسانه به ریشه دیلمی زازاها اشاره دارد. دِمِلی‌ها برخلاف سایر کردها عمدتاً کشاورزانی یکجانشین هستند، گرچه دامپروری نقش مهمی در فعالیت‌های اقتصادی آنها ایفا می‌کند ولی آنان به‌طور خاص به باغداری شهره‌اند. این فرضیه از نظر ژنتیک (نسل‌شناسی) تقویت نمی‌شود. پژوهش‌های جدید نشان می‌دهند که اصل دیمیلی بومی خاور آناتولی بوده و از نظر نسل‌شناسی از همسایگان کرمانج خود غیرقابل تشخیص و جدایی هستند و تنها از نظر زبانی با جنوب دریای خزر پیوند دارند. به یکی از ریزابه‌های دجله دیاله می‌گفتند که دجله کوچک یا دیله کوک نیز خوانده می‌شد. دهخدا نام دجله را از معجم البلدان دیلکه نقل نموده است و گفته است در کتیبه‌ها به‌صورت دگلت بوده است. کرانه شمالی رود دجله دیلمان نامیده می‌شدند و طبق بندهش دجله رود از دیلمان بیاید و به خوزستان به دریا ریزد.

### رابطه دیلمستان و زازاها (دیملی‌ها)
زبان شناسان و پژوهشگران مانند فریدریش کارل آندرئاس، کارل هادانک، ولادیمیر مینورسکی، دیوید نیل مکنزی، آرتور کریستنس، ویلیام برلی لاکوود، یوست گیپرت که در مورد زازاها و زبان زازاها تحقیقاتی انجام داده است، به این نتیجه رسیدند که زازاکی با زبان‌های رایج در منطقه تاریخی دیلم ارتباط نزدیکی دارد و پیشنهاد کردند که زازاها از شمال ایران از طریق منطقه تاریخی دیلم مهاجرت کرده‌اند و به منطقه ای که امروز در آن زندگی می‌کنند آمدند. زبان‌ها و گویش‌هایی که امروزه در منطقه تاریخی دیلم صحبت می‌شود، مانند تاتی، تالشی، گیلک، سنگسر، سیمنان و مازندرانی، نزدیک‌ترین زبان‌ها به زازاکی هستند.

## مردم
در خصوص تعداد سخنوران به این زبان آمار قابل اطمینانی وجود ندارد، ممکن است در جنوب غربی آناتولی بین ۱٫۵ و ۲ میلیون نفر باشند. طی چهل سال گذشته در حدود همین تعداد زازا به مراکز شهری غرب آناتولی و اروپای غربی مهاجرت کرده‌اند. این ارقام همهٔ قوم زازا را شامل می‌شود گرچه عدهٔ زیادی از آنجا در این حین به ترک‌ها آسیمیله شده‌اند و مهارت زیادی در خصوص زبان مادریشان ندارند. همهٔ زازاها مسلمانند ولی در سرزمین خود به دو گروه شمالی و جنوبی (با اندازه حدوداً برابر) تقسیم می‌شوند. گروه اول پیروی مذهب علوی بوده و گروه دوم سنی مذهب (عموماً شافعی) هستند. مذهب مشترک زازاهای سنی آنها را با همسایگان کرد سنی در جنوب غربشان پیوند می‌دهد. از این رو این سؤال که آیا همهٔ زازاها یک مردم هستند باید از این سؤال که آیا زازاکی خود یک زبان مستقل است تفکیک شود. تا اوایل دهه ۱۹۸۰ همواره شکی وجود نداشت که آنها کردهایی هستند که به گویشی کردی تکلم نمی‌کنند اما در سال‌های اخیر توسط ابوبکر پاموکچو که یکی از اعضای سازمان اطلاعات ترکیه بود نظریه جدایی زازاها از کردها مطرح شد که با استقبال خوب و پشتیبانی مالی ترکیه مواجه شد. زبان‌شناس زازا محمد مالمیسنجی بیان کرده که واژه زازاستان توسط دایره اطلاعاتی ترکیه به منظور آسیب رساندن به ملی‌گرایی کردها مطرح شده است. البته تفکر ملی‌گرایی زازا توسط بسیاری از زازاها با مخالفت مواجه شده. بسیاری از زازاهای سنی زبانشان را دِمِلکی می‌دانند، گرچه برخی زازاهای علوی به آن کِرمانجکی می‌گویند. نام دِمِلی در اشاره به یکی از عشایر بزرگ زازا است.

## زبان
احتمال مهاجرت زازاها در قرون وسطی، به مدت حدوداً یک هزاره ارتباط مستقیمی با نزدیکترین خویشاوندان زبانی‌شان نداشتند. با این حال، زبان‌شان خط مرزهای زبانی پرشماری را با زبان‌های حاشیه دریای خزر حفظ کرده و جایگاهش در گروه گویش‌های کرانه خزر ایرانی شمال غربی واضح است. گویش‌های تالشی، هرزندانی، گورانی، گیلکی، مازندرانی و برخی گویش‌ها در مناطق تاتی زبان و منطقه پیرامون سمنان گویش‌های حاشیه جنوبی خزر را تشکیل می‌دهند. این گویش‌ها همانند زبان پارتی، متعلق به زیر شاخه زبان‌های ایرانی شمال غربی هستند. مطابق با همه منابع معتبر زبان‌شناسی، زبان زازاکی یک زبان مستقل است و جزو زبان‌های کردی محسوب نمی‌شود. اگر با توجه به شرایطی که در آن پیدا شده و توسعه یافته ارزیابی شود، دایره واژگانی غنی دارد. ریشه‌های فعل پسوندهای زمان در زازاکی با پسوند n/ant پس از ریشه، مشترک با سیمنان، سنگسر، گیلک، تالشی، تات و دیگر زبان ها/گویش‌های سواحل دریای خزر تشکیل می‌شود:
| فارسی  | زازاکی | سمنانی | گیلکی   | تاتی           | تالشی   |
| ------ | ------ | ------ | ------- | -------------- | ------- |
| میرو-  | شن-    | شن-    | شون-    | شند-           | شد-     |
| میآ-   | یَن-    | آن-    | آن-     | آمند-          | آمد-    |
| میگوی- | وان-   | وان-   | گون-    | آتن-           | وتد-    |
| میبی-  | وین-   | ?-     | ین-     | وین-           | وین-    |
| مینکن- | کن-    | کن-    | کون-    | کند-           | کردد-   |
| می‌روم  | از شنا | ا شنی  | من شونم | من شندن/از مشم | از شدام |

| فارسی | زازاکی     | تالشی      | تاتی | سمنانی | سنگسری | اوستیایی |
| ----- | ---------- | ---------- | ---- | ------ | ------ | -------- |
| من    | ez         | ez         | ez   | e      | e      | aez      |
| تو    | tı         | tı         | ti   | ti     | ti     | dı       |
| او    | o          | əv         | u    | un     | no     | uy       |
| او    | a          | -          | nā   | una    | na     | -        |
| ما    | ma         | ama        | amā  | hamā   | mā     | max      |
| شما   | şıma       | şema       | şūmā | şūmā   | şūmā   | şımax    |
| انان  | inan ,ê, i | ayen ,əvon | ē    | e      | ey     | idan     |

## دین
بیشتر زازاها مسلمانند و در سرزمین خود به دو گروه شمالی و جنوبی (با اندازه حدوداً برابر) تقسیم می‌شوند. گروه اول پیروی مذهب علوی بوده و گروه دوم سنی مذهب (عموماً شافعی) هستند. مذهب مشترک زازاهای سنی آنها را با همسایگان کُرد کُرمانج سنی در جنوب غربی‌شان پیوند می‌دهد. گارنیک آساتوریان مدعی‌ست که زازاهای علوی به ترکیبی از باورهای بومی بدوی و مسیحی معتقدند.

## جمعیت
جمعیت زازاها در داخل خاک ترکیه، حدود ۷ تا ۸ میلیون نفر برآورد می‌شود. منابع داخلی زازاها، جمعیت کل آنان را تا ۸ میلیون نفر تخمین زده‌اند. نزدیک به ۳۰۰ هزار نفر از زازاها در کشورهای اروپایی و به خصوص آلمان زندگی می‌کنند.

## ملی‌گرایی زازا
مهاجرت به اروپا و توسعه فرصت‌های ارتباطی در ترکیه، زازاها را قادر ساخت تا به منابع و آثار علمی در مورد خود دسترسی پیدا کنند و متعاقباً هویت زازا ابتدا در میان زازاهای اروپا و سپس در بین زازاهای ترکیه تقویت شد. پس از مهاجرت، دیاسپورای زازا در اروپا در دهه ۱۹۸۰ یک احیای فرهنگی و ادبی را تجربه کرد. در این مرحله، تلاش ناسیونالیست‌های کرد برای جلوگیری از انتشار نشریات به زبان زازا در اروپا، فشار شدید آنها بر این موضوع و مخالفت آنها با زبان نوشتاری زازا، ناسیونالیسم زازا را توسعه داد. عامل مهم دیگر این است که زازاها در اروپا به زبان مادری خود یعنی زازاکی تسلط بیشتری یافته‌اند و همین امر نیز زمینه مناسبی را برای توسعه ناسیونالیسم زازا ایجاد کرده است. در عین حال، مطالعات علمی در مورد زازاها ثابت کرده است که زازاها یک قوم جداگانه و زازاکی یک زبان جداگانه است و دانشگاهیان مانند مکنزی، مینورسکی، کارل هادانک به‌طور قطع ثابت کرده‌اند که زازاها گویش کردی نیست. اینها نیز تعیین‌کننده توسعه هویت زازا هستند. در واقع، هادانک که اولین دستور زبان علمی جامع زازاکی را نوشت و جایگاه علمی زازاکی را در سال ۱۹۳۲ تعیین کرد، اظهار داشت که زبان‌شناس کردی جلادت بدیر خان مانع کار او شد و علاقه زیاد او به زازاکی مورد استقبال قرار نگرفت، توسط بدرخان. علیرغم فشارهای شدید ناسیونالیست‌های کرد، زازا نویسان در اروپا توانستند نشریاتی به زبان زازا منتشر کنند. در این دوره، انتشار مجلات کاملاً به زبان زازا، مانند آیره (۱۹۸۵) و پیا (۱۹۸۸) که در اروپا توسط نویسنده زازا ابوبکیر پاموکچو منتشر می‌شد، به توسعه هویت زازا کمک کرد. پاموکچو اظهار داشت که زازاها مردمی جداگانه هستند که هویت آنها مدتهاست که هم از سوی دولت و هم از سوی کردها رد شده است. واره، مجله دیگری که از سال ۱۹۹۲ شروع به انتشار کرد، در مقدمه این مجله آمده است: "واره مجله زبان و ادبیات زازا است که به زبان‌های آلمانی و ترکی و همچنین زازاکی منتشر می‌شود. علاوه بر این، ما نیز خواهیم داشت. آثار مورخان و سیاحان و زبان شناسان بین المللی را که در زازاکی و زازاها گردآوری کرده‌ایم، ابتدا به زبانی که به آن نوشته شده و سپس به همان زبان منتشر کنید. با ترجمه زازاکی و ترکی آن را منتشر خواهیم کرد.» بیانیه گنجانده شده است.
رجب طیب اردوغان رئیس‌جمهور ترکیه زازاها و کردها به‌طور جداگانه اشاره کرد. او در راهپیمایی بینگول با بنر «به سرزمین زازاها خوش آمدید» مورد استقبال قرار گرفت و ضمن ذکر فهرستی از عناصر قومی ترکیه در این راهپیمایی‌ها، زازاها را نیز در میان گذاشت. او در سخنرانی دربارهٔ صلاح‌الدین دمیرتاش خطاب به صلاح‌الدین دمیرتاش گفت: «تو هم زازا هستی». در همان زمان، او جودت یلماز، زازا الاصل، متولد بینگول را به عنوان معاون رئیس‌جمهور منصوب کرد.
نماینده حزب جمهوری خلق ترکیه حسین آیگون گفت: «زازاها از نظر نژادی کرد نیستند.»
مرال آکشنر، رهبر حزب خوب در کنگره دیاربکر حزب خود گفت: کردها، ترک‌ها و زازاها حزب İyi را تأسیس کردند.
احمد داووداوغلو، رهبر حزب آینده و نخست‌وزیر سابق، زازاها را در فهرستی از عناصر قومی ترکیه در راهپیمایی‌های خود قرار داد. «... همان‌طور که در سپاه آلپاسلان، قبایل ترک، اقوام کرد، قبایل زازا، همه اقوام آناتولی در کنار هم بودند…»، «... چون دلیرمردان زازا، ترکمن و کرد نیز با ما هستند. ...» در اظهارات خود گفت. از زازاها هم یاد کرد.
رهبر حزب دموکراسی و پیشرفت و وزیر اقتصاد سابق علی باباجان و رهبر حزب رفاه مجدد فاتح اربکان (پسر نجم‌الدین اربکان) نیز به‌طور جداگانه دربارهٔ زازاکی و زازا صحبت کردند. باباجان گفت: آهنگ‌های کردی، ترکی، زازاکی و آهنگ‌های عربی با همین فرصت‌ها در همان صحنه‌ها خوانده می‌شود. او هنگام شمارش زبان‌های رایج در ترکیه، زازاکی را نیز وارد کرد. اربکان به همین ترتیب گفت: «ما این تلاش‌ها را انجام می‌دهیم تا ۸۵ میلیون نفر از جمله ترک، کرد، عرب، چرکس و زازا را در آغوش بگیریم و خدماتی را که شایسته ملت عزیزمان است ارائه دهیم.»
دلاور ارن رهبر حزب زمانه دمکرات که توسط کردهای زازاها بنیان گذاشته شد. در مصاحبه ای دربارهٔ دلیل تأسیس حزب گفت که زازاها در گذشته با نام ترک‌های کوهی شناخته می‌شدند.

## نگارخانه

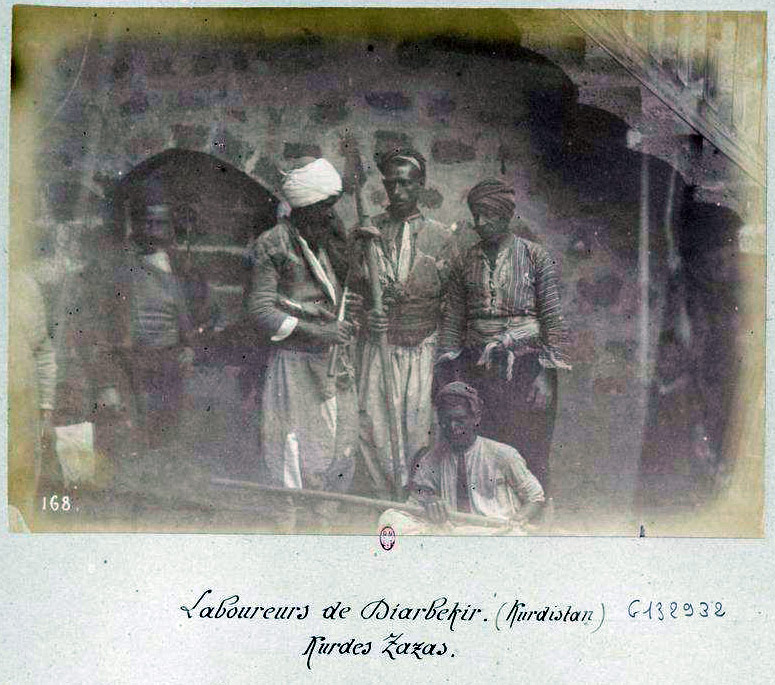
کارگران زازا در دیاربکر سال ۱۸۸۱ میلادی
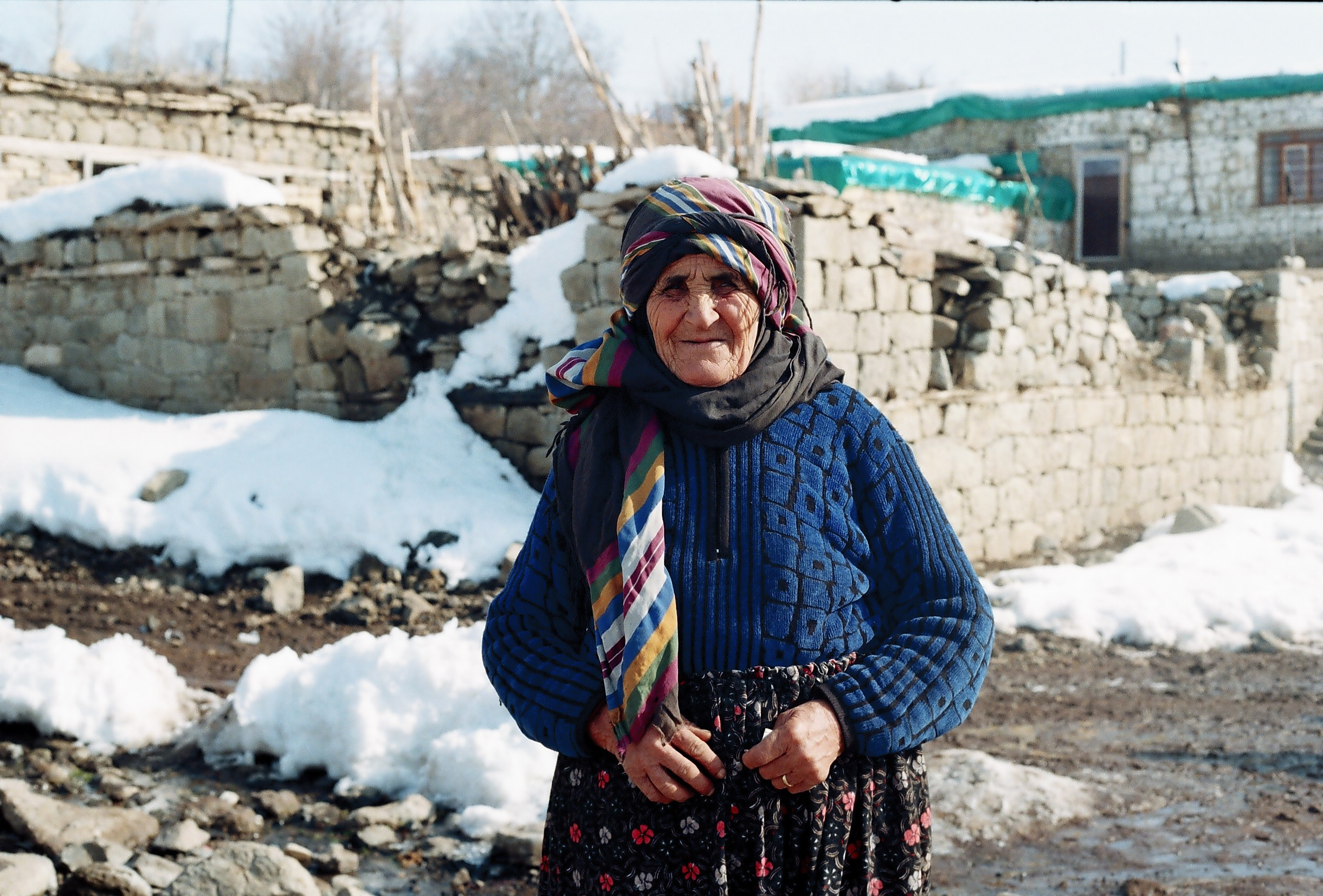
یک زن زازا در تونجلی